# Rejon rogniediński
Rejon rogniediński, także rogniedziński (ros. Рогнединский район) – jednostka administracyjna wchodząca w skład Obwodu briańskiego w Rosji.
Centrum administracyjnym rejonu jest osiedle typu miejskiego Rogniedino. Centra administracyjne wiejskich osiedli to: Woronowo, Snopoć, Tiunino, Gobiki, Szarowiczi.